# Olivia Kiernanová
Olivia Kiernanová (Meath) je irská spisovatelka, autorka beletrie, kriminálních románů a thrillerů. Píše také blogy.

## Život a dílo
Narodila se a dětství prožila v hrabství Meat. V devatenácti letech se přestěhovala do Walesu, kde vystudovala chiropraxi. Jako chiropraktička pracovala více než deset let, během práce se dále vzdělávala a dosáhla magisterského titulu v oboru tvůrčího psaní na Univerzitě v Sussexu. V současné době žije v Oxfordshiru.
V roce 2013 vyšel její debutový román Dawn Solstice. Její druhý román Too Close to Breathe vyšel v roce 2018, vystupuje zde poprvé detektivka Frankie Sheehanová. Druhý román ze série s touto detektivkou se jmenuje The Killer in Me a vyšel v roce 2019. V roce 2020 následovala další kniha If Looks Could Kill a v roce 2021 díl The Murder Box. Irská herečka a producentka Victoria Smurfitová získala práva k natáčení televizního seriálu série o detektivce Frankie Sheehanová.
Některá díla autorky byla nominována na ocenění, například Bath Children's Novel Award, nebo postoupila do užšího výběru BBC Writersroom̟